# Edifício Aureliano Chaves
Fachada Principal do Edifício
O Edifício Aureliano Chaves é um edifício comercial inaugurado em 2014 localizado em Belo Horizonte, MG, Brasil, projetado pelos escritórios Gustavo Penna Arquiteto & Associados e Trínia Arquitetura. O edifício é de propriedade da Forluz (Fundação Forluminas de Seguridade Social), o fundo de pensões de funcionários da CEMIG, e é atualmente o mais alto da cidade de Belo Horizonte. O edifício é nomeado em homenagem a Aureliano Chaves, que foi governador de Minas Gerais e vice-presidente do Brasil.

## Histórico
O projeto do edifício foi contratado pela Forluz para construir uma nova sede para a CEMIG, em terreno ao lado da sede atual da empresa. Foi realizado um concurso fechado (apenas para escritórios convidados). Uma parceria entre os escritórios Trínia Arquitetura e Gustavo Penna sagrou-se vencedora da concorrência, sendo contratada para elaborar o projeto. O projeto, selecionado com o concurso realizado em 2007 e iniciado em 2008, foi concluído e executado ao longo de 6 anos, sendo inaugurado em 2014.

## Projeto

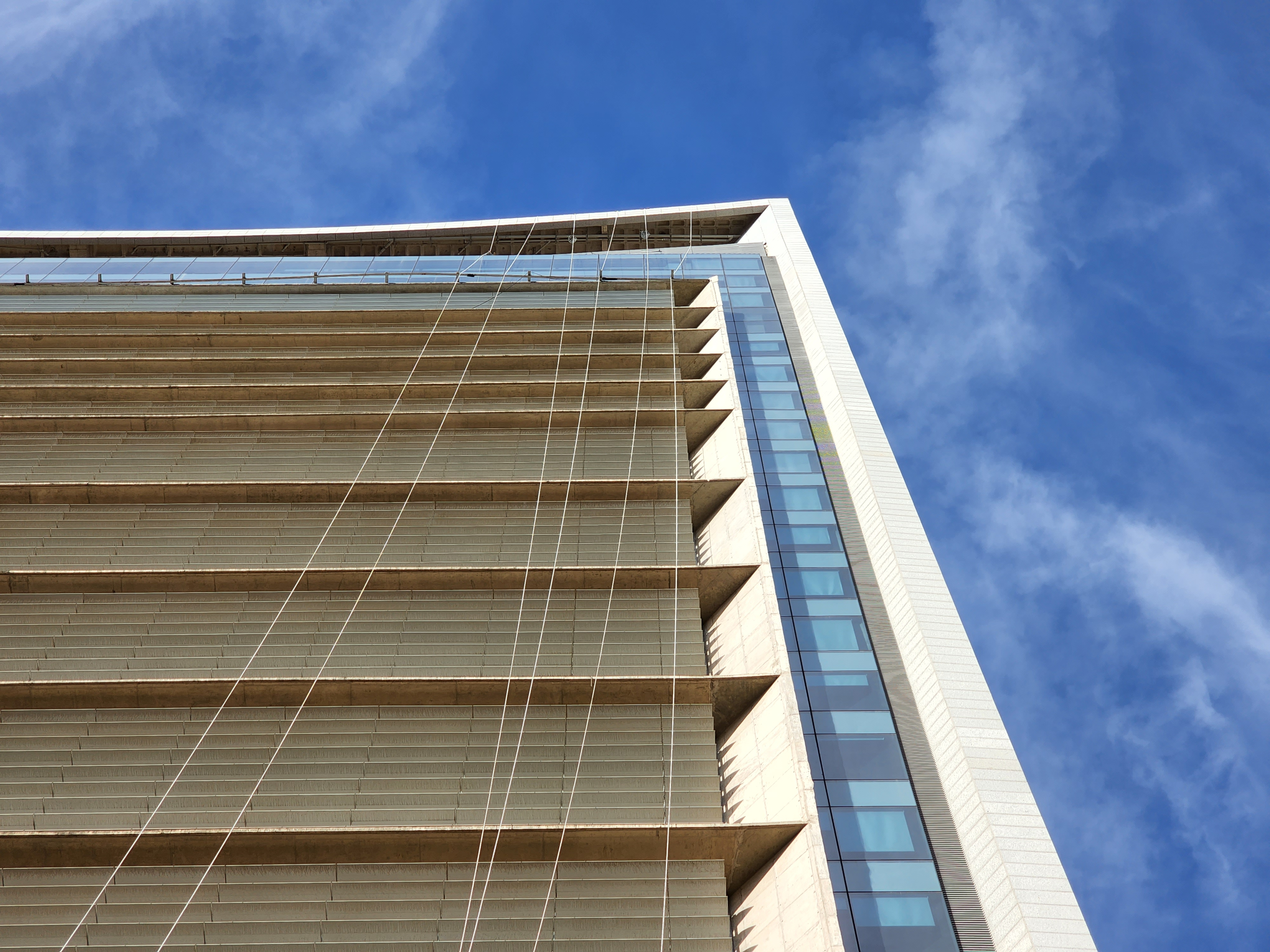
Fachada norte do edifício, recoberta com brises horizontais para permitir o aproveitamento luminoso amenizando a insolação direta durante o inverno.

O edifício é o primeiro de Minas Gerais a receber o nível Ouro da certificação LEED (Leadership in Energy and Environmental Design). O projeto teve consultoria do Labcon, Laboratório de Conforto Térmico da Escola de Arquitetura da Universidade Federal de Minas Gerais, sob coordenação da arquiteta e professora Roberta Vieira Gonçalves de Souza. Pelos investimentos em sustentabilidade, o edifício teve um custo de construção aumentado em cerca de 7%, economizando, com isso, 19% de seu consumo energético e 40% do seu consumo de água.
Ocupando quarteirão triangular, a torre principal é orientada no sentido leste-oeste, tendo fachadas cegas nas extremidades leste e oeste, que recebem maior insolação. As fachadas norte e sul, com insolação mais amena, são envidraçadas para aproveitar a iluminação natural, sendo a fachada norte recoberta com brises horizontais para amenizar a intensidade solar durante o inverno.
No processo de certificação LEED, o estudo inicial do projeto havia sido avaliado com conceito C em envoltória, D em iluminação natural e B em condicionamento de ar, sendo seu conceito final B; a partir de ajustes feitos ao longo do processo de consultoria, com ajustes variados em esquadrias, envoltórias e materiais de acabamento, o edifício recebeu o conceito triplo A.

## Uso
A Companhia Energética de Minas Gerais ocupou, inicialmente, 21 dos 24 andares do edifício. Com aposentadorias e um Programa de Demissão Voluntária (PDV) realizado pela companhia, seu edifício sede, ao lado do edifício Aureliano Chaves, passou a ter espaço disponível, com o que a Cemig passou a desocupar partes do novo edifício. O fundo de pensão proprietário do edifício passou, então, a alugar quatro andares do imóvel para o Banco Inter em 2019.  Em 2021, o banco passou a alugar o edifício inteiro, com contrato inicial de 5 anos.